# Lingua aramaica biblica
L'aramaico biblico è la varietà della lingua aramaica usata in parte nei libri di Daniele, Esdra e Neemia, e in alcuni altri brevi scritti dell'Antico Testamento (Genesi e Geremia, forse Numeri e Giobbe).
Esso non va confuso con la meno antica varietà di aramaico impiegata per la letteratura dei Targumim; costituita da parafrasi, spiegazioni ed espansioni delle Scritture ebraiche. L'aramaico biblico non va confuso nemmeno con le citazioni in aramaico galileo presenti nel Nuovo Testamento.

## Storia
Siccome l'aramaico antico è servito da lingua franca nell'Impero neo-assiro dall'VIII secolo a.C., è molto facile reperire informazioni riguardo ai suoi contatti linguistici con le fasi più antiche dell'ebraico biblico.
Nella Bibbia (Re 2, 18:26) si parla della situazione linguistica, in quanto Gerusalemme nel 701 a.C., durante il regno di Ezechia, era sotto l'assedio dell'esercito di Sennacherib. Il libro riporta gli incontri degli ambasciatori delle due parti in lotta avvenuti appena all'esterno delle mura cittadine. Gli inviati di Ezechia chiesero agli Assiri che proponessero le loro condizioni in aramaico, in modo che la gente che ascoltava non capisse. Quindi l'aramaico era diventato la lingua dei rapporti internazionali, ma non della gente comune.
Durante la cattività babilonese l'aramaico diventò la lingua parlata dagli Ebrei, e l'alfabeto aramaico quadrato sostituì l'alfabeto paleo-ebraico. Dopo la presa di Babilonia da parte dell'Impero Persiano, l'aramaico diventò la lingua della cultura e dell'istruzione. Nel 500 a.C. il Re Dario I proclamò l'aramaico lingua ufficiale della metà occidentale dell'impero; e fu questa lingua  aramaica dell'impero che costituì le basi dell'aramaico biblico. L'ebraico biblico si ridusse gradualmente allo stato di lingua liturgica e per gli studi teologici; mentre gli Ebrei del Secondo tempio parlavano una forma occidentale di aramaico antico, fino alla loro parziale ellenizzazione a partire dal III secolo a.C., e l'affermazione finale dell'aramaico medio nel III secolo d.C.
Il dibattito sulla cronologia approssimativa dell'aramaico biblico riguarda soprattutto la datazione del Libro di Daniele. Nel 1929 Rowley affermò che le sue origini fossero successive al VI secolo a.C., e che la lingua fosse più simile a quella dei Targumim che a quella dei documenti in aramaico dell'impero disponibili nella sua epoca. Altri sostennero che la lingua assomigli più strettamente a quella dei papiri di Elefantina del V secolo a.C., e sia quindi ben rappresentativa del tipico aramaico dell'impero. Kenneth Kitchen prende una posizione "neutrale", dichiarando che l'aramaico del Libro di Daniele sia compatibile con quello di ogni periodo dal V fino all'inizio del II secolo a.C.

### Aramaico ed ebraico
L'ebraico biblico è di gran lunga la lingua principale della Bibbia ebraica. In aramaico sono scritti circa 250 versi su un totale di oltre 23.000. L'aramaico biblico è strettamente imparentato con l'ebraico, facendo parte entrambi della famiglia linguistica semitica nord-occidentale. Qui sotto vengono elencate alcune chiare analogie e differenze:

#### Analogie
- Uso dello stesso alfabeto aramaico quadrato, che fu adottato per scrivere l'ebraico al posto dell'alfabeto paleo-ebraico usato nelle iscrizioni più antiche.
- Il sistema di vocalizzazione usato è lo stesso sia per le parti della Bibbia scritte in ebraico sia per quelle in aramaico.
- Il sistema verbale si basa su radici triconsonantiche.
- Struttura sintattica simile della coniugazione verbale.
- Lettere diverse in ognuno dei due alfabeti vengono a volte usate per indicare lo stesso suono.

#### Differenze
- L'articolo definito è una -a suffissa in aramaico; mentre è una h- prefissa in ebraico.
- L'aramaico non è una lingua cananaica, quindi non ha subito la trasformazione vocalica da a ad o.
- La preposizione daleth funge da congiunzione, e viene spesso usata al posto dello stato costrutto per indicare una relazione genitiva/possessiva.
- In ebraico i nomi hanno due "stati": lo "stato assoluto" e lo "stato costrutto". Oltre a questi due, in aramaico i nomi hanno anche lo "stato enfatico".

### L'aramaico nella Bibbia ebraica

#### Presenze sicure
- Genesi 31:47 - traduzione di un toponimo ebraico.
- Geremia 10:11 - una singola frase che denuncia l'idolatria compare nel mezzo di un testo in ebraico.
- Daniele 2:4b-7:28 - cinque storie su Daniele e i suoi compagni, ed una visione apocalittica.
- Esdra 4:8-6:18 e 7:12-26 - citazioni di documenti dal V secolo a.C. riguardo alla restaurazione del Tempio a Gerusalemme.

#### Presenze discusse
- Genesi 15:1 - la parola ba-mahaze, "in una visione". Secondo lo Zohar (I:88b), questa parola è aramaica, in quanto la consueta parola ebraica è ba-mar'e
- Numeri 23:10 - rôbha', in genere tradotta "provvista" o "quarta parte". Rabbi J.H. Hertz, commentando questo verso, cita l'affermazione di un anonimo studioso, secondo il quale si tratta di una parola aramaica che significa polvere.
- Giobbe 36:2a - Rashi, commentando questo verso, afferma che la frase sia in aramaico.